# Never My Love
「Never My Love」（ネバー・マイ・ラヴ）は、アドリシ・ブラザーズ（ドン・アドリシ & ディック・アドリシ）が作詞・作曲した楽曲。1966年に日本のボーカルグループジャニーズに提供された未発表曲を1967年にアメリカのバンドアソシエイションがカバーして大ヒットした。

## 解説
邦題は「かなわぬ恋」。
1966年、ジャニーズが渡米時にプロデューサーのバリー・デ・ヴォーゾンと出会い提供してもらった曲で、実際にジャニーズによるレコーディングも行われたがスケジュールの都合でレコード化はされなかった。
1967年にアソシエイションがカバーし、キャッシュボックスで最高1位、Billboard Hot 100で最高2位を記録した。
1971年にはフィフス・ディメンション盤が同じボーンズ・ハウの制作で再ヒットした。ラスベガスのシーザース・パレスでのライブ盤からのシングル・カットだが、実際はスタジオ録音に拍手等を重ねたものだった。その後も多くのアーティストによってカバーされている。
BMI調べによる「20世紀にアメリカのテレビやラジオで最もオンエアされた100曲」のランキングでは、700万回以上のオンエアで「ふられた気持」に続いて2位にランクインされた。

## カバー
- フィフス・ディメンション
- ヴィッキー・カー（英語版）（1968年）
- パーシー・フェイス （1968年）
- フォー・トップス （1968年）
- レターメン （1968年）
- ジョニー・マティス （1968年）
- ハンス・クリスチャン （1968年）[6]
- ベンチャーズ （1970年）
- アンディ・ウィリアムス （1970年）
- アドリシ・ブラザーズ （1970年）[7]
- ブルー・スウェード
- ダニー・ハサウェイ（未発表音源を2013年に発表。『Never My Love: The Anthology』）
- フォーリーブス（1972年のカバーアルバム『スーパー・プレゼント』）
- あおい輝彦（1977年）1976年録音のライブアルバム『あおい輝彦 オンステージ』に収録。
- 桃姫BAND
- 少年隊（1996年のミュージカルサントラアルバム『RHYTHM』）
- A.B.C-Z（2013年のDVD『Never My Love』）
- 森山良子（1969年『アイドルを歌う』）
- キャンディーズ（1976年『蔵前国技館10,000人カーニバルVol.2 キャンディーズ・ライブ』）
- 山弦（2002年『hawaiian munch』）インスト
- 尾崎孝（Isakatikazo名義、2003年『Pedals,Bar & Beyond』）インスト
- 綾戸智恵（2003年『To you』）
- 鈴木祥子（2009年『SHO-CO-SONGS collection 3』）
- Travis Japan（2023年『TravisJapan Debut Concert 2023 TheShow 〜ただいま､おかえり〜』）

## A.B.C-Z版
「Never My Love」（ネバー・マイ・ラヴ）は、男性アイドルグループ・A.B.C-Zの5枚目のDVD。2013年11月20日にポニーキャニオンから発売。

### 概要
今作『Never My Love』はA.B.C-Zの通算5枚目のDVD。表題曲「Never My Love」はジャニーズのカバー。A.B.C-Zがカバー曲を発売したのは今回が初。

### 収録内容

#### DVD

##### 本編映像
1. 「Never My Love」Music Clip
2. 「Like A Blow」Dance Clip

##### 特典映像

###### 初回限定盤A
1. 「Never My Love」Dance Clip ver.

###### 初回限定盤Z
1. 「Never My Love」NG集をみんなで観よう！メンバー座談会（約23分）

###### 通常盤
1. Making of Music ＆ Dance Clips（約32分）

#### CD

##### 初回限定盤A
1. Twinkle Twinkle A.B.C-Z
  - 3rdDVDシングル
2. Desperado
  - 3rdDVDシングルカップリング
3. サヨナラBOX
4. Freedom ～溢れ出す想い～

##### 初回限定盤Z
1. Walking on Clouds
  - 4thDVDシングル
2. My life
  - 4thDVDシングルカップリング
3. Crush
4. 孤独のRUNAWAY